# Helhest

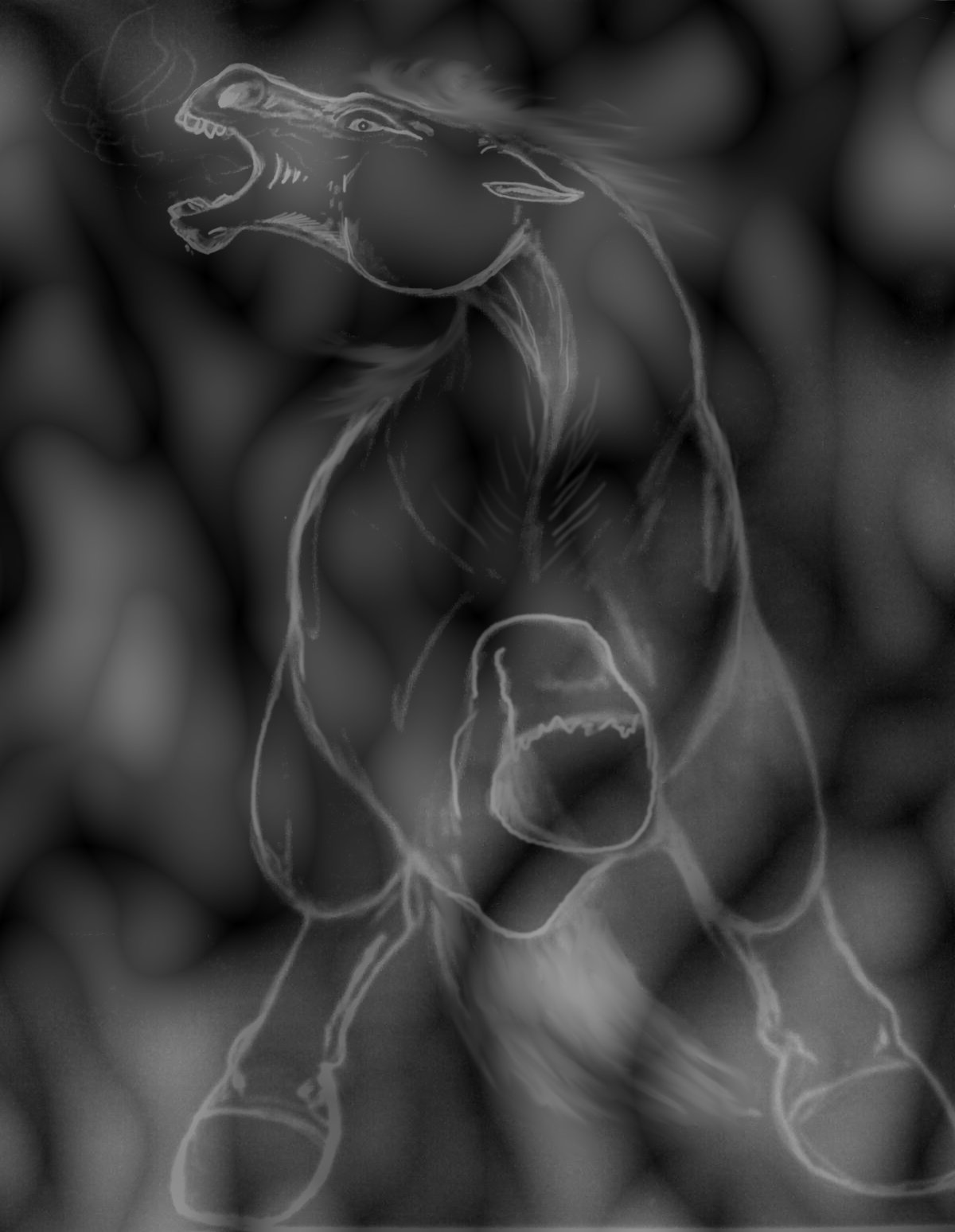
Un Helhest, fotografía de un dibujo a lápiz realizado en 2009 y retocado con GIMP.

Un Helhest o Helhesten («caballo de Hel» o «caballo de Hela (llamada también Hel)») es, en el folklore de Dinamarca y de Schleswig, un caballo de tres patas asociado con el reino de los muertos, Hel, así como a la diosa escandinava de este reino que lleva igualmente el nombre de Hela. Este caballo es mencionado por Jakob Grimm en su estudio de la mitología nórdica y durante todo el siglo XIX, cuando, según la creencia popular, el Helhest, caballo fantasma montado por la Muerte, anunciaba la enfermedad, los accidentes y sobre todo los decesos. Podía también tratarse del fantasma de un caballo enterrado vivo bajo los cementerios siguiendo una antigua tradición, con el propósito de que regrese a guiar a los muertos como Psicopompo. La leyenda sostiene que toda persona que vea al Helhest está a punto de «cerrar los ojos e irse», es decir, de morir. La visión del caballo o el simple hecho de escuchar sus pasos serían mortales, siendo claramente identificable el sonido de los pasos del Helhest sobre sus tres patas.